# Eleanora Atherton
Eleanora Atherton, född 1782, död 1870, var en brittisk plantageägare och filantrop, känd som Storbritanniens rikaste kvinna vid sin död. 
Hon föddes i Manchester i England som dotter till advokaten Henry Atherton och Ann Byrom. Hon gifte sig aldrig, men kallade sig Madame Byrom efter sin mor. Vid sin fars död 1816 ärvde hon och hennes syster Lucy gemensamt två sockerplantager på Jamaica som tidigare hade ägts av hennes farbror William Atherton. Plantagerna inkluderade hundratals slavar och var extremt lukrativa, något som gjorde henne till en av Storbritanniens rikaste kvinnor. Hon var en typisk så kallad "absentee landlord", som aldrig besökte sina plantager på Jamaica utan bara mottog inkomsterna från dem, något som var vanligt för de största plantageägarna på Jamaica. När Storbritannien upphävde slaveriet 1836, mottog hon och hennes syster kompensation från brittiska staten för förlusten av 726 slavar. Eleanora Atherton bodde under flera år i London, där hon blev känd som filantrop genom de stora donationer hon ständigt gjorde till olika ändamål, och som mecenat för konst. 